# خیال‌های واهی
خیال‌های واهی (انگلیسی: Pipe Dreams) یک فیلم کمدی صامت کوتاه به کارگردانی ویلارد لوئیس است که در سال ۱۹۱۶ منتشر شد. از بازیگران این فیلم می‌توان به کیت پرایس و اولیور هاردی اشاره کرد.